# Solanum pachyandrum
Solanum pachyandrum là loài thực vật có hoa trong họ Cà. Loài này được Bitter miêu tả khoa học đầu tiên năm 1914.